# Kōji Nakata
Kōji Nakata (中田 浩二 Nakata Kōji?, Shiga (actualmente Ōtsu), Shiga, 9 de julio de 1979) es un exfutbolista japonés. Jugó de defensa y su último equipo fue el Kashima Antlers de la J1 League de Japón.

## Selección nacional
Ha sido internacional con la selección nacional de fútbol de Japón, ha jugado 57 partidos internacionales y ha anotado 2 goles.

## Participaciones en Copas del Mundo
| Mundial                                | Sede                  | Resultado    |
| -------------------------------------- | --------------------- | ------------ |
| Copa Mundial de Fútbol Juvenil de 1999 | Nigeria               | Subcampeón   |
| Copa Mundial de Fútbol de 2002         | Corea del Sur y Japón | 8° de final  |
| Copa Mundial de Fútbol de 2006         | Alemania              | Primera fase |

## Participaciones en torneos internacionales
| Torneo                    | Sede                | Resultado    |
| ------------------------- | ------------------- | ------------ |
| Copa Confederaciones 2001 | Corea del Sur Japón | Subcampeón   |
| Copa Confederaciones 2003 | Francia             | Primera fase |
| Copa Asiática 2004        | China               | Campeón      |
| Copa Confederaciones 2005 | Alemania            | Primera fase |

## Clubes
| Club               | País    | Año       |
| ------------------ | ------- | --------- |
| Kashima Antlers    | Japón   | 1998-2004 |
| Olympique Marsella | Francia | 2005-2006 |
| FC Basel           | Suiza   | 2006-2008 |
| Kashima Antlers    | Japón   | 2008-2014 |